# NPB12球団ジュニアトーナメント
NPB12球団ジュニアトーナメント（NPB12きゅうだんジュニアトーナメント）は、2005年より毎年12月下旬に、日本野球機構（NPB）及び同機構に属するプロ野球12球団が主催する学童野球の大会である。

## 概要
12球団ごとに小学5 - 6年生を中心としたジュニアチームを結成。最初にグループ戦を行い、勝ち上がった4チームが決勝トーナメントにて王者を決める。後述するように、この大会からプロ野球に進んだ選手も存在している。
選手はプロ球団とほぼ同じユニフォームを着て試合をするが、ジュニアのユニフォームは各ジュニアチームの脇から横腹の辺りに太い線がある等若干の違いがある。また、選手のユニフォーム・ウインドブレーカーの左肩には特別協賛社のロゴマークが刺繍される。
チームの監督は各球団に所属する学童野球担当のチームOBが務め、学童野球担当がいないチームは各球団が指名したチームOBが務める。
第15回（2019年）まで会場は札幌もしくは福岡で開催されていたが、第11回（2015年）と第12回（2016年）は札幌・福岡ともにコンサート設営・開催・撤去の関係上、宮崎市で開催された。第16回（2020年）からは関東地区（明治神宮野球場・横浜スタジアム）で開催されている。

## 特別協賛及び大会名
- NPB12球団ジュニアトーナメント ENEOS CUP 20XX（2005年 - 2014年） - 新日本石油→JX日鉱日石エネルギー（現ENEOS）
- NPB12球団ジュニアトーナメント 201X supported by 日能研（2015年 - 2019年） - 日能研
- NPB12球団ジュニアトーナメント KONAMI CUP 20XX（2020年 - ） - コナミデジタルエンタテインメント

## 日程・会場
| 回     | 開催日                    | 球場                                               |
| ------ | ------------------------- | -------------------------------------------------- |
| 第1回  | 2005年12月27日 - 12月29日 | 福岡ヤフードーム                                   |
| 第2回  | 2006年12月26日 - 12月28日 | 福岡ヤフードーム                                   |
| 第3回  | 2007年12月26日 - 12月28日 | 札幌ドーム                                         |
| 第4回  | 2008年12月26日 - 12月28日 | 札幌ドーム                                         |
| 第5回  | 2009年12月25日 - 12月27日 | 札幌ドーム                                         |
| 第6回  | 2010年12月26日 - 12月28日 | 福岡ヤフードーム                                   |
| 第7回  | 2011年12月27日 - 12月29日 | 札幌ドーム                                         |
| 第8回  | 2012年12月26日 - 12月28日 | 札幌ドーム                                         |
| 第9回  | 2013年12月27日 - 12月29日 | 札幌ドーム                                         |
| 第10回 | 2014年12月28日 - 12月30日 | 福岡ヤフオク!ドーム                                |
| 第11回 | 2015年12月27日 - 12月29日 | サンマリンスタジアム宮崎 KIRISHIMAひむかスタジアム |
| 第12回 | 2016年12月27日 - 12月29日 | サンマリンスタジアム宮崎 KIRISHIMAひむかスタジアム |
| 第13回 | 2017年12月27日 - 12月29日 | 札幌ドーム                                         |
| 第14回 | 2018年12月27日 - 12月29日 | 札幌ドーム                                         |
| 第15回 | 2019年12月27日 - 12月29日 | 札幌ドーム                                         |
| 第16回 | 2020年12月29日 - 12月31日 | 神宮球場 横浜スタジアム                            |
| 第17回 | 2021年12月28日 - 12月30日 | 神宮球場 横浜スタジアム                            |
| 第18回 | 2022年12月27日 - 12月29日 | 神宮球場 横浜スタジアム                            |
| 第19回 | 2023年12月26日 - 12月28日 | 神宮球場 横浜スタジアム                            |
| 第20回 | 2024年12月26日 - 12月29日 | 神宮球場 ベルーナドーム                            |

## 大会ルール
- 大会は3日間（予備日：1日）。
- 各球団が推薦・編成した小学校5年生・6年生のチームによる。
- 試合方法は当該年度の公認野球規則、全日本軟式野球連盟競技者必携「学童野球に関する事項」を適用するが、一部大会特別ルールもある。
- 使用球は全日本軟式野球連盟公認J号軟式球。
- 試合は6イニングスまたは1時間30分。同点の場合タイブレークによる延長戦を最大2イニングまで行う。タイブレークでも試合が決着しない場合、抽選によって試合が決着する。
- 試合はトーナメント方式によって行い、1日目6試合、2日目では1日目の勝者チーム同士、敗者チーム同士による各試合が行われる。
- 第15回大会より決勝トーナメント進出チームの選出にTQB（Total Quality Balance）方式を採用。予選2勝0敗3チームと、予選1勝1敗の6チームから最も得失点の数値が高いチームがワイルドカードとして決勝トーナメントに進出する。
- 指名打者制度は第15回大会より適用。

## 各チームの監督
各監督は現役時代と同じ背番号を使用するが、選手と重複する場合（1番から18番まで）でもその使用が認められている。
| 回 | 日本ハム | 楽天     | 西武     | ロッテ   | オリックス | ソフトバンク | 巨人       | ヤクルト | 横浜/ DeNA | 中日     | 阪神       | 広島       |
| -- | -------- | -------- | -------- | -------- | ---------- | ------------ | ---------- | -------- | ---------- | -------- | ---------- | ---------- |
| 1  | 白井康勝 | 松井優典 | 潮崎哲也 | 初芝清   | R.バルボン | 秋山幸二     | 篠塚和典   | 丸山完二 | 平松政次   | 新宅洋志 | 石井晶     | 達川光男   |
| 2  | 白井康勝 | 安部理   | 髙木大成 | 初芝清   | 羽田耕一   | 田口昌徳     | 高橋一三   | 丸山完二 | 平松政次   | 新宅洋志 | 永尾泰憲   | 西田真二   |
| 3  | 白井康勝 | 安部理   | 髙木大成 | 初芝清   | 羽田耕一   | 永井智浩     | 高橋一三   | 丸山完二 | 平松政次   | 新宅洋志 | 中田良弘   | 北別府学   |
| 4  | 白井康勝 | 益田大介 | 髙木大成 | 平井光親 | 羽田耕一   | 永井智浩     | 高橋一三   | 丸山完二 | 平松政次   | 新宅洋志 | 石井晶     | 北別府学   |
| 5  | 白井康勝 | 益田大介 | 松沼雅之 | 平井光親 | 羽田耕一   | 永井智浩     | 河埜和正   | 丸山完二 | 平松政次   | 新宅洋志 | 石井晶     | 北別府学   |
| 6  | 白井康勝 | 益田大介 | 松沼雅之 | 平井光親 | 羽田耕一   | 藤田学       | 河埜和正   | 高仁秀治 | 平松政次   | 新宅洋志 | 大熊忠義   | 北別府学   |
| 7  | 森範行   | 沖原佳典 | 松沼雅之 | 武藤一邦 | 羽田耕一   | 藤田学       | 河埜和正   | 高仁秀治 | 平松政次   | 新宅洋志 | 亀山努     | 北別府学   |
| 8  | 立石尚行 | 鷹野史寿 | 岡村隆則 | 武藤一邦 | 羽田耕一   | 池田親興     | 河埜和正   | 高仁秀治 | 小山田保裕 | 音重鎮   | 亀山努     | 山崎隆造   |
| 9  | 池田剛基 | 山崎隆広 | 岡村隆則 | 武藤一邦 | 羽田耕一   | 池田親興     | 河埜和正   | 高仁秀治 | 鈴木尚典   | 音重鎮   | 亀山努     | 山崎隆造   |
| 10 | 市川卓   | 塩川達也 | 岡村隆則 | 武藤一邦 | 羽田耕一   | 池田親興     | 河埜和正   | 梶間健一 | 鈴木尚典   | 前原博之 | 片岡篤史   | 山崎隆造   |
| 11 | 市川卓   | 塩川達也 | 岡村隆則 | 武藤一邦 | 大久保勝信 | 池田親興     | 河埜和正   | 梶間健一 | 鈴木尚典   | 前原博之 | 片岡篤史   | 山内泰幸   |
| 12 | 高口隆行 | 山崎隆広 | 岡村隆則 | 武藤一邦 | 大久保勝信 | 馬原孝浩     | 笹本信二   | 梶間健一 | 鈴木尚典   | 湊川誠隆 | 八木裕     | 山内泰幸   |
| 13 | 高口隆行 | 牧野塁   | 岡村隆則 | 武藤一邦 | 大久保勝信 | 新垣渚       | 笹本信二   | 梶間健一 | 川村丈夫   | 湊川誠隆 | 八木裕     | 山内泰幸   |
| 14 | 立石尚行 | 牧野塁   | 星野智樹 | 塀内久雄 | 塩崎真     | 新垣渚       | 加藤健     | 度会博文 | 加藤政義   | 湊川誠隆 | 八木裕     | 横山竜士   |
| 15 | 村田和哉 | 牧田明久 | 星野智樹 | 塀内久雄 | 塩崎真     | 帆足和幸     | 加藤健     | 度会博文 | 鈴木尚典   | 湊川誠隆 | 鶴直人     | 横山竜士   |
| 16 | 須永英輝 | 大廣翔治 | 星野智樹 | 塀内久雄 | 塩崎真     | 帆足和幸     | 西村健太朗 | 度会博文 | 秦裕二     | 湊川誠隆 | 白仁田寛和 | 天谷宗一郎 |
| 17 | 須永英輝 | 大廣翔治 | 星野智樹 | 小林宏之 | 小川博文   | 帆足和幸     | 西村健太朗 | 度会博文 | 秦裕二     | 湊川誠隆 | 白仁田寛和 | 天谷宗一郎 |
| 18 | 須永英輝 | 大廣翔治 | 星野智樹 | 小林宏之 | 小川博文   | 帆足和幸     | 西村健太朗 | 度会博文 | 荒波翔     | 山北茂利 | 上本博紀   | 天谷宗一郎 |
| 19 | 須永英輝 | 大廣翔治 | 星野智樹 | 小林宏之 | 小川博文   | 帆足和幸     | 西村健太朗 | 度会博文 | 荒波翔     | 山北茂利 | 柴田講平   | 安部友裕   |
| 20 | 吉田侑樹 | 寺岡寛治 | 星野智樹 | 塀内久雄 | 塩崎真     | 帆足和幸     | 西村健太朗 | 度会博文 | 荒波翔     | 山北茂利 | 玉置隆     | 天谷宗一郎 |

- 第20回記念大会の招待チーム・監督[2]
  - オイシックス（イースタン・リーグ参加球団）- 山口祥吾
  - くふうハヤテ（ウエスタン・リーグ参加球団）- 中村勝
  - BCリーグ - 加藤幹典
  - 四国IL - 駒居鉄平

## 賞品
- 優勝チームに優勝カップと金メダル、準優勝チームに準優勝カップと銀メダル、3位チーム（決定戦をしないため2チーム）には銅メダルを各々贈呈する。

## 結果
| 1  | 2005年 | 東京ヤクルト     | 3 - 2  | 千葉ロッテ       | 中日             | 東北楽天         |
| 2  | 2006年 | 東北楽天         | 1 - 0  | 読売             | オリックス       | 東京ヤクルト     |
| 3  | 2007年 | オリックス       | 6 - 1  | 読売             | 中日             | 東北楽天         |
| 4  | 2008年 | 中日             | 9 - 8  | 北海道日本ハム   | 福岡ソフトバンク | 横浜             |
| 5  | 2009年 | 福岡ソフトバンク | 4 - 2  | 読売             | 中日             | 千葉ロッテ       |
| 6  | 2010年 | 千葉ロッテ       | 8 - 2  | 東京ヤクルト     | 東北楽天         | 横浜             |
| 7  | 2011年 | 北海道日本ハム   | 4 - 3  | 東京ヤクルト     | 横浜DeNA         | 福岡ソフトバンク |
| 8  | 2012年 | 読売             | 5 - 3  | 千葉ロッテ       | オリックス       | 東京ヤクルト     |
| 9  | 2013年 | 読売             | 4 - 3  | 埼玉西武         | 横浜DeNA         | 北海道日本ハム   |
| 10 | 2014年 | 読売             | 4 - 3  | 北海道日本ハム   | 東北楽天         | 横浜DeNA         |
| 11 | 2015年 | 中日             | 4 - 0  | 福岡ソフトバンク | 東北楽天         | 東京ヤクルト     |
| 12 | 2016年 | 横浜DeNA         | 6 - 4  | 阪神             | 北海道日本ハム   | 千葉ロッテ       |
| 13 | 2017年 | 中日             | 1 - 0  | 阪神             | 北海道日本ハム   | 横浜DeNA         |
| 14 | 2018年 | 東北楽天         | 3 - 1  | 埼玉西武         | 広島東洋         | 東京ヤクルト     |
| 15 | 2019年 | 東京ヤクルト     | 4 - 0  | 東北楽天         | 千葉ロッテ       | 横浜DeNA         |
| 16 | 2020年 | 東京ヤクルト     | 4 - 0  | 中日             | オリックス       | 広島東洋         |
| 17 | 2021年 | 中日             | 14 - 8 | 東北楽天         | 読売             | 福岡ソフトバンク |
| 18 | 2022年 | 阪神             | 2 - 1  | 読売             | 埼玉西武         | 東北楽天         |
| 19 | 2023年 | 横浜DeNA         | 3 - 2  | 読売             | 福岡ソフトバンク | 東京ヤクルト     |
| 20 | 2024年 | 福岡ソフトバンク | 5 - 1  | 北海道日本ハム   | 広島東洋         | 四国IL           |

| 順 | チーム           | 優 | 準 | 三 | 計 |
| -- | ---------------- | -- | -- | -- | -- |
| 1  | 中日             | 4  | 1  | 3  | 8  |
| 2  | 読売             | 3  | 5  | 1  | 10 |
| 3  | 東京ヤクルト     | 3  | 2  | 5  | 10 |
| 4  | 東北楽天         | 2  | 2  | 6  | 10 |
| 5  | 横浜DeNA         | 2  | 0  | 7  | 9  |
| 6  | 千葉ロッテ       | 1  | 2  | 3  | 6  |
| 6  | 北海道日本ハム   | 1  | 3  | 3  | 7  |
| 8  | 阪神             | 1  | 2  | 0  | 3  |
| 9  | 福岡ソフトバンク | 2  | 1  | 4  | 7  |
| 10 | オリックス       | 1  | 0  | 3  | 4  |
| 11 | 埼玉西武         | 0  | 2  | 1  | 3  |
| 12 | 広島東洋         | 0  | 0  | 3  | 3  |

## 放送
- 全試合をJ SPORTSにて生中継/ライブ配信を行っているが、2008年大会までは現代の野球中継のスタイルにおいては珍しく、実況のみが中継に出演する形となっていた。2024年大会（第20回記念大会）は、DAZNでも全試合を無料ライブ配信するほか、SwipeVideoも準決勝・決勝戦をそれぞれ有料（PPV）でライブ配信を実施する[3]。

## 主な出来事
- 2011年（第7回大会） - 予選リーグ・中日ジュニア対広島ジュニアの1回表、広島ジュニアの攻撃中に中日ジュニアの新宅洋志監督が「広島ジュニアが規定で禁止されているバットを使用している」と抗議。審判はそのバットを使用した打者をアウトにして試合再開としようとしたが新宅は「没収試合にすべきである」とこれに不服を唱え2時間以上に渡って試合は中断。結局翌日再試合を行なうこととなったが、再試合では広島ジュニアの北別府学監督が責任を取ってベンチ入りを辞退した。
- 2017年（第13回大会） - 西武ジュニアが女子選手（投手[4]）の蔵方菜央を主将に任命。これによりジュニアチーム初の女子主将が誕生[5]。

## プロ指名された参加選手
太字は所属したジュニアチームと指名された球団が同一の選手。
| ドラフト指名年度 | 選手       | 指名球団（指名順位） | 出場チーム      | トーナメント出場年 |
| ---------------- | ---------- | -------------------- | --------------- | ------------------ |
| 2011年           | 髙城俊人   | 横浜（2巡）          | ソフトバンクJr. | 2005年             |
| 2011年           | 近藤健介   | 日本ハム（4巡）      | ロッテJr.       | 2005年             |
| 2011年           | 柿原翔樹   | オリックス（育2巡）  | ソフトバンクJr. | 2005年             |
| 2012年           | 今井金太   | DeNA（育1巡）        | 広島Jr.         | 2006年             |
| 2013年           | 松井裕樹   | 楽天（1巡）          | 横浜Jr.         | 2007年             |
| 2013年           | 森友哉     | 西武（1巡）          | オリックスJr.   | 2007年             |
| 2013年           | 田口麗斗   | 巨人（3巡）          | 広島Jr.         | 2007年             |
| 2013年           | 砂田毅樹   | DeNA（育1巡）        | 日本ハムJr.     | 2007年             |
| 2014年           | 小野郁     | 楽天（2巡）          | ソフトバンクJr. | 2008年             |
| 2014年           | 淺間大基   | 日本ハム（3巡）      | ヤクルトJr.     | 2008年             |
| 2014年           | 香月一也   | ロッテ（5巡）        | ソフトバンクJr. | 2008年             |
| 2014年           | 髙濱祐仁   | 日本ハム（7巡）      | ソフトバンクJr. | 2008年             |
| 2014年           | 戸川大輔   | 西武（育1巡）        | 日本ハムJr.     | 2008年             |
| 2014年           | 木村聡司   | 広島（育2巡）        | 中日Jr.         | 2008年             |
| 2015年           | 髙山俊     | 阪神（1巡）          | ロッテJr.       | 2005年             |
| 2015年           | 佐藤優     | 中日（2巡）          | ロッテJr.       | 2005年             |
| 2015年           | 川越誠司   | 西武（2巡）          | 日本ハムJr.     | 2005年             |
| 2015年           | 船越涼太   | 広島（4巡）          | ロッテJr.       | 2005年             |
| 2015年           | オコエ瑠偉 | 楽天（1巡）          | 巨人Jr.         | 2009年             |
| 2015年           | 網谷圭将   | DeNA（育1巡）        | ロッテJr.       | 2009年             |
| 2016年           | 藤平尚真   | 楽天（1巡）          | ロッテJr.       | 2010年             |
| 2016年           | 九鬼隆平   | ソフトバンク（3巡）  | オリックスJr.   | 2010年             |
| 2016年           | 浜地真澄   | 阪神（4巡）          | ソフトバンクJr. | 2010年             |
| 2016年           | 今井順之助 | 日本ハム（9巡）      | 中日Jr.         | 2010年             |
| 2017年           | 安田尚憲   | ロッテ（1巡）        | 阪神Jr.         | 2011年             |
| 2017年           | 櫻井周斗   | DeNA（5巡）          | ヤクルトJr.     | 2011年             |
| 2017年           | 西浦颯大   | オリックス（6巡）    | ソフトバンクJr. | 2011年             |
| 2017年           | 西巻賢二   | 楽天（6巡）          | 楽天Jr.         | 2011年             |
| 2017年           | 西川愛也   | 西武（2巡）          | オリックスJr.   | 2011年             |
| 2017年           | 楠本泰史   | DeNA（8巡）          | 横浜Jr.         | 2007年             |
| 2018年           | 根尾昂     | 中日（1巡）          | 中日Jr.         | 2012年             |
| 2018年           | 藤原恭大   | ロッテ（1巡）        | オリックスJr.   | 2012年             |
| 2018年           | 林晃汰     | 広島（3巡）          | 阪神Jr.         | 2012年             |
| 2018年           | 石橋康太   | 中日（4巡）          | ロッテJr.       | 2012年             |
| 2018年           | 田宮裕涼   | 日本ハム（6巡）      | ロッテJr.       | 2012年             |
| 2018年           | 渡邊佳明   | 楽天（6巡）          | 横浜Jr.         | 2008年             |
| 2018年           | 内山太嗣   | ヤクルト（育1巡）    | 楽天Jr.         | 2008年             |
| 2019年           | 石川昂弥   | 中日（1巡）          | 中日Jr.         | 2013年             |
| 2019年           | 及川雅貴   | 阪神（3巡）          | ロッテJr.       | 2013年             |
| 2019年           | 小林珠維   | ソフトバンク（4巡）  | 日本ハムJr.     | 2013年             |
| 2019年           | 津留崎大成 | 楽天（3巡）          | ロッテJr.       | 2009年             |
| 2019年           | 郡司裕也   | 中日（4巡）          | ロッテJr.       | 2009年             |
| 2019年           | 樋口龍之介 | 日本ハム（育2巡）    | 横浜Jr.         | 2006年             |
| 2019年           | 岸潤一郎   | 西武（8巡）          | オリックスJr.   | 2008年             |
| 2020年           | 高橋宏斗   | 中日（1巡）          | 中日Jr.         | 2014年             |
| 2020年           | 元謙太     | オリックス（2巡）    | 中日Jr.         | 2014年             |
| 2020年           | 来田涼斗   | オリックス（3巡）    | オリックスJr.   | 2014年             |
| 2020年           | 田上奏大   | ソフトバンク（5巡）  | オリックスJr.   | 2014年             |
| 2020年           | 内星龍     | 楽天（6巡）          | 阪神Jr.         | 2014年             |
| 2020年           | 嘉手苅浩太 | ヤクルト（6巡）      | 阪神Jr.         | 2014年             |
| 2020年           | 木下幹也   | 巨人（育4巡）        | 巨人Jr.         | 2014年             |
| 2020年           | 木澤尚文   | ヤクルト（1巡）      | ロッテJr.       | 2010年             |
| 2020年           | 佐藤輝明   | 阪神（1巡）          | 阪神Jr.         | 2010年             |
| 2020年           | 五十幡亮汰 | 日本ハム（2巡）      | ヤクルトJr.     | 2010年             |
| 2020年           | 佐藤奨真   | ロッテ（育4巡）      | ヤクルトJr.     | 2010年             |
| 2020年           | 若林楽人   | 西武（4巡）          | 日本ハムJr.     | 2010年             |
| 2020年           | 池谷蒼大   | DeNA（5巡）          | 中日Jr.         | 2011年             |
| 2021年           | 池田陵真   | オリックス（5巡）    | オリックスJr.   | 2015年             |
| 2021年           | 秋山正雲   | ロッテ（4巡）        | ヤクルトJr.     | 2015年             |
| 2021年           | 吉野創士   | 楽天（1巡）          | ロッテJr.       | 2015年             |
| 2021年           | 有薗直輝   | 日本ハム（2巡）      | ロッテJr.       | 2015年             |
| 2021年           | 花田侑樹   | 巨人（7巡）          | 広島Jr.         | 2015年             |
| 2021年           | 鴨打瑛二   | 巨人（育5巡）        | ソフトバンクJr. | 2015年             |
| 2021年           | 大津綾也   | 巨人（育10巡）       | 日本ハムJr.     | 2015年             |
| 2021年           | 松浦慶斗   | 日本ハム（7巡）      | 日本ハムJr.     | 2015年             |
| 2021年           | 髙木翔斗   | 広島（7巡）          | 中日Jr.         | 2015年             |
| 2021年           | 羽田慎之介 | 西武（4巡）          | 西武Jr.         | 2015年             |
| 2021年           | 野口智哉   | オリックス（2巡）    | オリックスJr.   | 2011年             |
| 2021年           | 池田来翔   | ロッテ（2巡）        | ロッテJr.       | 2011年             |
| 2021年           | 豊田寛     | 阪神（6巡）          | 横浜Jr.         | 2009年             |
| 2022年           | 黒川凱星   | ロッテ（育4巡）      | ロッテJr.       | 2016年             |
| 2022年           | 門別啓人   | 阪神（2巡）          | 日本ハムJr.     | 2016年             |
| 2022年           | 相澤白虎   | 巨人（育5巡）        | 西武Jr.         | 2016年             |
| 2022年           | 山浅龍之介 | 中日（4巡）          | 楽天Jr.         | 2016年             |
| 2022年           | 蛭間拓哉   | 西武（1巡）          | 西武Jr.         | 2012年             |
| 2022年           | 澤井廉     | ヤクルト（3巡）      | 中日Jr.         | 2012年             |
| 2022年           | 中村貴浩   | 広島（育2巡）        | ソフトバンクJr. | 2012年             |
| 2023年           | 藤田悠太郎 | ソフトバンク（7巡）  | ソフトバンクJr. | 2017年             |
| 2023年           | 杉山遙希   | 西武（3巡）          | 巨人Jr.         | 2017年             |
| 2023年           | 前田悠伍   | ソフトバンク（1巡）  | オリックスJr.   | 2017年             |
| 2023年           | 武田陸玖   | DeNA（3巡）          | 楽天Jr.         | 2017年             |
| 2023年           | 田上優弥   | 巨人（育4巡）        | DeNA Jr.        | 2017年             |
| 2023年           | 度会隆輝   | DeNA（1巡）          | ヤクルトJr.     | 2014年             |
| 2023年           | 辻本倫太郎 | 中日（3巡）          | 日本ハムJr.     | 2013年             |
| 2023年           | 村田賢一   | ソフトバンク（4巡）  | 巨人Jr.         | 2013年             |
| 2023年           | 石原勇輝   | ヤクルト（3巡）      | 広島Jr.         | 2013年             |
| 2024年           | 石塚裕惺   | 巨人（1巡）          | ロッテJr.       | 2018年             |
| 2024年           | 田中陽翔   | ヤクルト（4巡）      | ヤクルトJr.     | 2018年             |
| 2024年           | 宇野真仁朗 | ソフトバンク（4巡）  | 巨人Jr.         | 2018年             |
| 2024年           | 宗山塁     | 楽天（1巡）          | 広島Jr.         | 2014年             |
| 2024年           | 庄子雄大   | ソフトバンク（2巡）  | DeNA Jr.        | 2014年             |
| 2024年           | 加藤響     | DeNA（3巡）          | DeNA Jr.        | 2014年             |
| 2024年           | 江原雅裕   | 楽天（4巡）          | ソフトバンクJr. | 2012年             |
| 2024年           | 竹田祐     | DeNA（1巡）          | オリックスJr.   | 2011年             |

## 球団女子チームの入団選手
| 出場年 | NPB Jr.        | NGT      | 入団      | 入団年 | 選手            | 入団時 最終所属                       |               |
| 0      |                |          |           |        |                 | 入団時 最終所属                       |               |
| ------ | -------------- | -------- | --------- | ------ | --------------- | ------------------------------------- | ------------- |
| 2010年 | 埼玉西武       | -        | 埼玉西武* | 2021年 | 清水優花        | 尚美学園大学                          | [ 10 ]        |
| 2010年 | 埼玉西武       | -        | 阪神**    | 2025年 | 星川あかり      | 淡路BRAVE OCEANS (元女子プロ野球選手) | [ 11 ]        |
| 2011年 | 東北楽天       | -        | 巨人**    | 2025年 | 阿部希          | エイジェック                          | [ 12 ] [ 13 ] |
| 2011年 | オリックス     | -        | 埼玉西武* | 2020年 | 楢崎涼          | 中央大学 ソフトボール部(女子)         | [ 14 ] [ 15 ] |
| 2012年 | 中日           | -        | 埼玉西武* | 2023年 | 高田爽矢        | 至学館大学                            | [ 16 ]        |
| 2013年 | 埼玉西武       | ′13 埼玉 | 埼玉西武* | 2023年 | 小櫃莉央        | 尚美学園大学                          | [ 17 ]        |
| 2014年 | 北海道日本ハム | -        | 埼玉西武* | 2025年 | 山崎紗綾        | 札幌国際大学                          | [ 18 ]        |
| 2016年 | オリックス     | -        | 巨人**    | 2023年 | 伊藤春捺        | 福知山成美高校                        | [ 19 ]        |
| 2017年 | オリックス     | ′17 大阪 | 阪神**    | 2024年 | 三村歩生 [甲]   | 神戸弘陵学園高校                      | [ 20 ] [ 21 ] |
| 2017年 | オリックス     | -        | 阪神**    | 2024年 | 樫谷そら [甲]   | 神戸弘陵学園高校                      | [ 20 ] [ 22 ] |
| 2018年 | 千葉ロッテ     | -        | 阪神**    | 2025年 | 伊藤まこと [甲] | 神戸弘陵学園高校                      | [ 23 ] [ 24 ] |
| 2018年 | オリックス     | ′18 兵庫 | 阪神**    | 2025年 | 西本夢生        | 履正社高校                            | [ 25 ]        |

| 【球団女子チームについて】 - プロ機構休止後に将来の目標などで挙げられている、いわゆる「女子プロ野球選手」とは、現時点ではNPB球団名を冠した女子野球チーム(または始動予定が発表されている海外プロリーグ)の選手を指していることが大半である。 - NPB球団公認の女子野球チーム(プロ契約でない)は社会人と学生で構成されたクラブチームである。球団雇用をするチームもあるが各球団の運営方法によって異なる。(→詳細は各チームのページ、または女子野球を参照) 【凡例と注意事項】 - 記載順の初期設定は出場年、Jr.(セ→パ)、同一同年のJr.チームの場合は女子野球チーム入団年順とする。 - 「*」は公認 (外部法人運営)、「**」は球団運営。[甲]は甲子園球場での決勝出場選手。最終所属は特記のない限り硬式の女子野球部。 - チームにより新入団発表時期が未統一のため、判明次第の順次記載となる。 - 各チームの2025年・新入団発表 (創設順)： - 埼玉西武LL - 2024年12月24日 - 阪神TW - 2024年11月29日 - 巨人(女子) - 2024年12月24日 |